# Vilfort Beauvoir
Ti Vilfort Beauvoir (* 26. Februar 1892 in Port-au-Prince; † 7. März 1971 ebenda) war ein haitianischer Politiker, der mehrmals Außenminister war.

## Leben
Ti Vilfort Beauvoir absolvierte ein Studium der Rechtswissenschaften und erhielt nach Abschluss des Studiums seine Zulassung als Rechtsanwalt an der Anwaltskammer von Port-au-Prince. Er schloss 1930 seine Promotion zum Doktor der Rechte an der Juristischen Fakultät der Universität Bordeaux mit der Dissertation Le contrôle financier du gouvernemant des États-Unis d’Amérique sur la République d’Haïti ab. Danach war er 1930 Geschäftsträger der Auslandsvertretung in den Niederlanden in Den Haag sowie später Generalkonsul in Amsterdam. Er fungierte zudem als Leiter des diplomatischen Dienstes im Außenministerium.
Er wurde am 14. Oktober 1949 als Nachfolger von Thimoléon Brutus im Kabinett Estimé erstmals Außenminister und bekleidete diesen Posten bis zum Ende der Amtszeit von Staatspräsident Dumarsais Estimé am 10. Mai 1950.
Am 6. April 1957 übernahm Beauvoir im Exekutiv-Regierungsrat (Conseil Exécutif de Gouvernement) auf Vorschlag von François Duvalier das Amt des Secrétaires d’État des Relations Extérieures et Cultes und fungierte damit bis zum 24. April 1957 wieder als Außenminister.
Nach dem Amtsantritt von Staatspräsident Duvalier wurde Beauvoir am 22. Oktober 1957 im Kabinett François Duvalier wiederum Minister für Auswärtige Angelegenheiten und Kulte und hatte dieses Amt bis zum 17. Juni 1958 inne, woraufhin Louis Mars ihn ablöste.

## Veröffentlichung
- Le contrôle financier du gouvernemant des États-Unis d’Amérique sur la République d’Haïti, Dissertation, Universität Bordeaux, 1930